# Personne ne sort d'ici vivant
Pour plus de détails, voir Fiche technique et Distribution.
Personne ne sort d'ici vivant (No One Gets Out Alive) est un film britannique réalisé par Santiago Menghini, sorti en 2021.

## Synopsis
Ambar, une immigrante sans-papier mexicaine, est contrainte de se loger dans une pension délabrée de Cleveland. Elle commence à entendre des cris et à avoir des visions.

## Fiche technique
- Titre : Personne ne sort d'ici vivant
- Titre original : No One Gets Out Alive
- Réalisation : Santiago Menghini
- Scénario : Jon Croker et Fernanda Coppel
- Musique : Mark Korven
- Photographie : Stephen Murphy
- Montage : Mark Towns
- Production : Jonathan Cavendish (en) et Will Tennant
- Société de production : Imaginarium Productions
- Pays :  Royaume-Uni
- Genre : Drame, horreur, thriller
- Durée : 85 minutes
- Dates de sortie : 
  - Netflix : 29 septembre 2021

## Distribution
- Cristina Rodlo : Ambar
- Marc Menchaca : Red
- David Figlioli : Becker
- David Barrera : Beto
- Moronkẹ Akinola : Kinsi
- Phil Robertson : Arthur Welles
- Joana Borja : Simona
- Victoria Alcock : Mary
- Mitchell Mullen : Rilles
- Vala Noren : Freja
- Alejandro Akara : Carlos

## Accueil
Le film a reçu un accueil mitigé de la critique. Il obtient un score moyen de 43 % sur Metacritic.